# José Miguel de Carvajal-Vargas
José Miguel de Carvajal-Vargas, (in spagnolo: José Miguel de Carvajal y Manrique) (Lima, 8 maggio 1771 – Parigi, 27 settembre 1828), è stato un ufficiale spagnolo.

## Carriera
Membro attivo della corte e amico intimo di Ferdinando VII di Spagna, al tempo che era ancora Principe delle Asturie, all'età di 34 anni, Carlo III lo nominò Mayordomo mayor alla morte del Marchese di Montealegre.
Partecipò attivamente all'ammutinamento di Aranjuez contro Manuel Godoy nel 1808 e, con l'ascesa al trono di Ferdinando, lo nominò come suo Mayordomo mayor, per un breve periodo, fino a quando seguì la famiglia reale in esilio a Valençay.
Il ritorno del re dopo l'occupazione francese della Spagna, è stato nominato Segretario di Stato, promosso a tenente generale e, per la terza volta, a Mayordomo mayor del re.
Era viceré di Navarra, nel 1807, e l'ambasciatore spagnolo a Parigi, Londra e Lisbona. Nel 1813 ha redatto il Trattato di Valençay. È stato anche un direttore del Banco de San Carlos, fondato nel 1782.